# Фёгеле, Штефани
Штефани Фёгеле (нем. Stefanie Vögele; родилась 10 марта 1990 года в Лойгерне, Швейцария) — швейцарская профессиональная теннисистка; финалистка Кубка Билли Джин Кинг (2021); победительница 13 турниров ITF (8 — в одиночном разряде).

## Общая информация
Родителей Штефани зовут Эдит и Бруно. У уроженки Лойгерна есть также три сестры и один домаший любимец — кот.
Именно родители привели Фёгеле в теннис, когда той было 4 года.
Фёгеле владеет немецким, английским и французским языками.

## Спортивная карьера
Фёгеле начала играть на профессиональных турнирах в 2004 году. В июле 2005 года она сыграла первые матчи в составе сборной Швейцарии в розыгрыше Кубка Федерации. В декабре 2006 года швейцарка на 10-тысячнике из цикла ITF в Израиле выиграла первый профессиональный турнир. В 2007 году она прибавила к этому ещё два титула ITF в одиночном разряде и один в парном. В октябре Фёгеле дебютировала в основных соревнованиях WTA-тура, получив уайлд-кард в парные соревнования в Цюрихе.
В 2008 году Фёгеле совершила подъем во вторую сотню рейтинга. В апреле через квалификацию в Эшториле она впервые пробилась в основную сетку турнира WTA в одиночном разряде. В августе, также пройдя квалификационный отбор, она дебютировала в основной сетке турнира серии Большого шлема, сыграв на Открытом чемпионате США. В мае 2009 года Фёгеле смогла выйти в финал 100-тысячника ITF в Бухаресте и впервые подняться в топ-100 мирового рейтинга. В июне на травяном турнире WTA в Бирмингеме она смогла пройти в свой первый четвертьфинал в туре. Уже в июле она оформила выход в полуфинал — на турнире в Портороже. По итогу сезона 2009 года Фёгеле заняла 76-е место одиночного рейтинга.
Результаты Фёгеле с 2010 по 2012 год не позволяли закрепиться в первой сотни рейтинга и она стабильно занимала места в первой половине второй сотни. В июле 2011 года в партнёрстве с Мэнди Минеллой швейцарка победила в парном разряде на 100-тысячнике ITF в Кунео. В феврале 2012 года Минелла и Фёгеле смогли выйти в финал в парах на турнире WTA в Боготе. В сентябре Штефани выиграла турнир 25-тысячник ITF во Франции, а в ноябре уже смогла победить на 75-тысячнике ITF в Тоёте и вернулась в топ-100.
В 2013 году в выступлениях Фёгеле произошёл прогресс и она сумела подняться в топ-50. В феврале она вышла в полуфинал на зальном турнире в Мемфисе. Также до полуфинала Штефани дошла в апреле на Премьер-турнире в Чарлстоне. В 1/4 финала того турнира она впервые смогла обыграть теннисистку из топ-10, нанеся поражения № 10 в мире на тот момент Каролине Возняцки (3-6, 6-4, 6-3). На Открытом чемпионате Франции Фёгеле впервые смогла выйти в третий раунд на турнирах серии Большого шлема. В октябре она добралась до полуфинала на зальных турнирах в Линце и Люксембурге. В ноябре Фёгеле поднялась на самую высокую в своей карьере — 42-ю строчку одиночного рейтинга.
За сезон 2014 года Фёгеле трижды на турнирах выходила в четвертьфинал и один раз (в июле в Баку) в полуфинал. По итогам сезона она сохранила место в топ-100, заняв 78-е место. Далее швейцарская теннисистка три сезона подряд финишировала в рейтинге, занимая места во второй сотне. Лучшим результатом в 2015 году для не стал выход в полуфинал в Люксембурге в октябре. Следующий полуфинал в основном туре она сыграла в апреле 2016 года на турнире в Стамбуле.
В марте 2018 года Штефани Фёгеле отлично выступила на турнире WTA в Акапулько, где, неожиданно для многих, сумела добраться до финала. На пути к нему, Фёгеле смогла обыграть первую сеянную на этом турнире, американку Слоан Стивенс со счётом 6-4, 5-7, 6-2, однако в матче за титул она уступила теннисистке из Украины Лесе Цуренко, ведя ходу встречи 1-0 по сетам, но, не развив свой успех, она проиграла со счётом 7-5, 6-7(2), 2-6. В апреле Штефани продемонстрировала хороший результат на турнире WTA в Лугано. Швейцарская спортсменка по пути неожиданно обыграла теннисистку из топ-50 Ализе Корне, однако в полуфинале уступила спортсменке из Беларуси Арине Соболенко. Этот результат позволил Фёгеле вернуться в первую сотню рейтинга. В июле она выиграла ххОткрытый чемпионат Гранд-Эста по теннису|100-тысячник ITF в Контрексвиле]], одолев в финале в двух сетах испанку Сару Соррибес Тормо.
В марте 2019 года на статусном турнире в Индиан-Уэллсе в матче второго раунда Фёгеле смогла победить № 4 в мире на тот момент Слоан Стивенс (6-3, 6-0), однако в третьем раунде проиграла Бьянке Андрееску. В апреле Штефани вышла в четвертьфинал турнира в Лугано. В мае Фёгеле удалось добраться до финала 80-тысячника ITF во Франции, где уступила сопернице из США Кристине Макхейл.
В начале февраля 2020 года Фёгеле сыграл финала турнира серии WTA 125 в Ньюпорт-Бич, проиграв в нём американке Мэдисон Бренгл.

## Итоговое место в рейтинге WTA по годам
| Год  | Одиночный рейтинг | Парный рейтинг |
| 2021 | 147               | 962            |
| 2020 | 116               | 1 220          |
| 2019 | 119               | 1 156          |
| 2018 | 85                |                |
| 2017 | 152               | 599            |
| 2016 | 113               | 602            |
| 2015 | 122               | 369            |
| 2014 | 78                | 106            |
| 2013 | 44                | 882            |
| 2012 | 113               | 154            |
| 2011 | 138               | 231            |
| 2010 | 127               | 166            |
| 2009 | 76                | 231            |
| 2008 | 130               | 155            |
| 2007 | 215               | 371            |
| 2006 | 920               |                |
| 2004 | 711               | 871            |

## Выступления на турнирах

### Финалы турнировWTAв одиночном разряде (1)

#### Поражения (1)
| Легенда:                    |
| --------------------------- |
| Турниры Большого шлема (0*) |
| Олимпиада (0)               |
| Итоговый турнир WTA (0)     |
| Premier Mandatory (0)       |
| Premier 5 (0)               |
| Premier (0)                 |
| International (0)           |

| Титулы по покрытиям | Титулы по месту проведения матчей турнира |
| ------------------- | ----------------------------------------- |
| Хард (0*)           | Зал (0)                                   |
| Грунт (0)           | Зал (0)                                   |
| Трава (0)           | Открытый воздух (0)                       |
| Ковёр (0)           | Открытый воздух (0)                       |

* количество побед в одиночном разряде.
| №  | Дата         | Турнир             | Покрытие | Соперница в финале | Счёт           |
| 1. | 3 марта 2018 | Акапулько, Мексика | Хард     | Леся Цуренко       | 7-5 6-7(2) 2-6 |

### Финалы турнировWTA 125иITFв одиночном разряде (17)

#### Победы (8)
| Легенда:                    |
| --------------------------- |
| WTA 125 (0*)                |
| 100.000 USD (1+1)           |
| 80.000 (75.000**) USD (1+1) |
| 60.000 (50.000**) USD (1)   |
| 25.000 USD (3+3)            |
| 15.000 (10.000**) USD (2)   |

** призовой фонд до 2017 года
| Титулы по покрытиям | Титулы по месту проведения матчей турнира |
| ------------------- | ----------------------------------------- |
| Хард (5+2*)         | Зал (3+2)                                 |
| Грунт (2+3)         | Зал (3+2)                                 |
| Трава (0)           | Открытый воздух (5+3)                     |
| Ковёр (1)           | Открытый воздух (5+3)                     |

* количество побед в одиночном разряде + количество побед в парном разряде.
| №  | Дата             | Турнир                   | Покрытие | Соперница в финале  | Счёт           |
| 1. | 2 декабря 2006   | Тель-Авив, Израиль       | Хард     | Марлот Медденс      | 6-3 6-4        |
| 2. | 31 марта 2007    | Хайдарабад, Индия        | Хард     | Эмбер Лю            | 5-7 7-5 6-3    |
| 3. | 15 июля 2007     | Торунь, Польша           | Грунт    | Александра Дулгеру  | 6-2 4-6 7-5    |
| 4. | 27 марта 2011    | Бат, Великобритания      | Хард(i)  | Марта Домаховска    | 6-7(3) 7-5 6-2 |
| 5. | 30 сентября 2012 | Клермон-Ферран, Франция  | Хард(i)  | Татьяна Малек       | 6-4 6-1        |
| 6. | 25 ноября 2012   | Тоёта, Япония            | Ковёр(i) | Кимико Датэ-Крумм   | 7-6(3) 6-4     |
| 7. | 31 января 2016   | Андрезье-Бутеон, Франция | Хард(i)  | Ан-Софи Местах      | 6-1 6-2        |
| 8. | 15 июля 2018     | Контрексевиль, Франция   | Грунт    | Сара Соррибес Тормо | 6-4 6-2        |

#### Поражения (9)
| №  | Дата             | Турнир                    | Покрытие | Соперница в финале  | Счёт        |
| 1. | 4 февраля 2007   | Бельфор, Франция          | Ковёр(i) | Виржини Пише        | 6-2 0-6 2-6 |
| 2. | 24 марта 2007    | Мумбаи, Индия             | Хард     | Акгуль Аманмурадова | 0-6 5-7     |
| 3. | 22 июля 2007     | Днепропетровск, Украина   | Грунт    | Ализе Корне         | 4-6 3-6     |
| 4. | 1 ноября 2008    | Нант, Франция             | Хард(i)  | Весна Манасиева     | 3-6 2-6     |
| 5. | 10 мая 2009      | Бухарест, Румыния         | Грунт    | Андреа Петкович     | 3-6 2-6     |
| 6. | 6 июня 2009      | Ноттингем, Великобритания | Трава    | Мария Елена Камерин | 2-6 6-4 1-6 |
| 7. | 22 сентября 2012 | Шрусбери, Великобритания  | Хард(i)  | Анника Бек          | 2-6 4-6     |
| 8. | 12 мая 2019      | Кань-сюр-Мер, Франция     | Грунт    | Кристина Макхейл    | 6-7(4) 2-6  |
| 9. | 2 февраля 2020   | Ньюпорт-Бич, США          | Хард     | Мэдисон Бренгл      | 1-6 6-3 2-6 |

### Финалы турнировWTAв парном разряде (1)

#### Поражения (1)
| №  | Дата            | Турнир           | Покрытие | Партнёрша     | Соперницы в финале              | Счёт    |
| 1. | 18 февраля 2012 | Богота, Колумбия | Грунт    | Мэнди Минелла | Ева Бирнерова Александра Панова | 2-6 2-6 |

### Финалы турнировWTA 125иITFв парном разряде (11)

#### Победы (5)
| №  | Дата             | Турнир                   | Покрытие | Партнёрша         | Соперницы в финале                             | Счёт               |
| 1. | 14 июля 2007     | Торунь, Польша           | Грунт    | Сандра Мартинович | Магдалена Кищинска Наталья Колат               | 2-6 6-4 6-3        |
| 2. | 28 марта 2008    | Ла Пальма, Испания       | Грунт    | Юлия Бейгельзимер | Эстрелья Кабеса-Кандела Сильвия Солер-Эспиноса | 7-5 7-6(5)         |
| 3. | 6 апреля 2008    | Гамбург, Германия        | Хард(i)  | Юлия Бейгельзимер | Вероника Хвойкова Андреа Главачкова            | 7-6(3) 6-2         |
| 4. | 4 июля 2011      | Кунео, Италия            | Грунт    | Мэнди Минелла     | Ева Бирнерова Весна Долонц                     | 6-3 6-2            |
| 5. | 23 сентября 2012 | Шрусбери, Великобритания | Хард(i)  | Весна Долонц      | Каролина Плишкова Кристина Плишкова            | 6-1 6-7(3) [15-13] |

#### Поражения (6)
| №  | Дата             | Турнир           | Покрытие | Партнёрша         | Соперницы в финале                  | Счёт           |
| 1. | 29 сентября 2006 | Салоники, Греция | Грунт    | Амра Садикович    | Николь Клерико Александра Панова    | 4-6 6-7(8)     |
| 2. | 23 марта 2007    | Мумбай, Индия    | Хард     | Ольга Панова      | Акгуль Аманмурадова Нина Братчикова | 2-6 3-6        |
| 3. | 11 мая 2008      | Джуния, Ливан    | Грунт    | Кристина Кучова   | Нина Братчикова Вероника Капшай     | 5-7 6-3 [6-10] |
| 4. | 13 июля 2008     | Загреб, Хорватия | Грунт    | Юлия Бейгельзимер | Марет Ани Елена Костанич-Тошич      | 4-6 2-6        |
| 5. | 1 августа 2008   | Римини, Италия   | Грунт    | Катрин Вёрле      | Мара Сантанджело Роберта Винчи      | 1-6 4-6        |
| 6. | 21 октября 2012  | Лимож, Франция   | Хард(i)  | Ирэна Павлович    | Магда Линетт Сандра Заневская       | 1-6 7-5 [5-10] |

### Финалы командных турниров (1)

#### Поражения (1)
| №  | Год  | Турнир                | Команда                                                 | Соперник в финале                                                                   | Счёт |
| 1. | 2021 | Кубок Билли Джин Кинг | Швейцария Б. Бенчич, В. Голубич, Дж. Тайхман, Ш. Фёгеле | Россия Е. Александрова, Д. Касаткина, В. Кудерметова, А. Павлюченкова, Л. Самсонова | 0-2  |